# Guodezi
Guodezi (GVODEZI) ist ein in einem Diplom von König Heinrich III. vom 22. September 1045 erwähnter Burgward.
Mit dieser in Quedlinburg ausgestellten Urkunde wurden durch Fürsprache des Markgrafen Ekkehard II. von Meißen dessen Dienstmann, dem „miles“ Jarmir (IARMIR), drei königliche Güter in oder um Scutropei (SCVTROPEI) im Burgward Guodezi (in burchwardo GVODEZI) übereignet.
Am wahrscheinlichsten war Guodezi der Burgward „Chutizi, in der Grafschaft Ekkehards“. Weniger wahrscheinlich sind die Identifizierungen mit dem Burgward Woz im Gau Nisan (Niederwartha), mit dem Burgward Chotiza (Schkeuditz) und dem Burgward Großenhain. Möglicherweise ist Guodezi mit keinem der vier vorgeschlagenen Burgwarde identisch.

## Identifizierungen

### Burgward Chutizi
Der Codex diplomaticus Saxoniae regiae identifiziert Guodezi mit dem Burgward „Chutizi, in der Grafschaft Ekkehards“. Zur gleichen Ansicht gelangte auch Leo Bönhoff. Ekkehard II. von Meißen war vor seinem Markgrafenamt, welches er ab 1038 bekleidete, lange Zeit Graf im Gau Chutizi und im Burgward Teuchern. Im Gau Chutizi (auch: Gudici) ist er bereits im Jahre 1009 als Graf nachgewiesen.

### Burgward Woz
Andere Historiker setzen Guodezi mit dem Burgward Woz (Wosice) gleich, der jetzt überwiegend bei den teilweise noch slawischen Wallanlagen auf dem Burgberg Niederwartha lokalisiert wird. Allerdings setzt die übrige urkundliche deutsche Überlieferung in diesem Raum erst rund hundert Jahre später mit einem Fälschungskomplex zu 1139/1143 (F 1071 A und B, F 1091), einer (ebenfalls zweifelhaften) Papsturkunde von 1140 und einer Königsurkunde von 1144 ein. In der modernen Forschung wird Woz oft mit der böhmischen Burg Gvozdec (nahe Meißen) identifiziert. Noch Ende des 11. Jahrhunderts und auch 1123 befand sich nach dem Chronisten Cosmas von Prag die Burg Gvozdec in böhmischer Hand. Ein Übergang des Burgberges Niederwartha in deutsche Herrschaft ist erst nach der böhmischen Abtretung des Gaues Nisan durch Herzog Vladislav II. an den deutschen König Konrad III. im Jahre 1142 denkbar. Eine deutsche Vergabe von Gütern im Raum Niederwartha im Jahre 1045 ist daher sehr unwahrscheinlich und deutet auf eine Lokalisierung von Guodezi erheblich weiter westlich hin, wie die anderen Autoren auch annehmen (Chutizi, Schkeuditz, Großenhain).

### Burgward Schkeuditz
Gustav Hey identifizierte den Burgward Guodezi mit dem Burgward Schkeuditz, 1028 Chotiza (bei Thietmar Scudici).
Scutropei identifizierte Gustav Hey mit dem an Schkeuditz grenzenden Altscherbitz (alte Schreibweise [1322] Scerwiz aus Scerobec).

### Burgward Großenhain
Gustav Hey widerlegte in seiner Arbeit die Ansicht des Lokalpatrioten Schuberth aus Großenhain, der Guodezi mit Großenhain und Scutropei mit Skaup bei Großenhain (heute eingemeindet) identifiziert hatte. Schuberth nahm einen Schreibfehler an und verbesserte in Scuptropei in burgwardo Guozdezi (Skaup-tropp oder Skaupdorf, kurz Skaup bei Guozdec-Großenhain).
Letztlich kann eine Identifizierung anhand der einen Urkunde von 1045 nicht schlüssig genug erfolgen, so dass auch diese eher unwahrscheinliche Lokalisierung im Rahmen des Möglichen liegt.